# Villa dei Volusii
La Villa dei Volusii o Villa dei Volusii-Saturnini è un sito archeologico situato nel comune di Fiano Romano, nelle vicinanze del santuario di Lucus Feroniae, lungo l'antica Via Tiberina.
Questa villa rappresenta un esempio finora unico di grande proprietà senatoria scavato per intero in Italia.

## Rinvenimento
La villa fu rinvenuta a poche centinaia di metri dal santuario di Lucus Feroniae in modo fortuito nel 1962 duranti i lavori per la costruzione dell'Autostrada del Sole all'altezza del casello di Fiano Romano anche se già era nota da tempo la presenza nell'area di strutture relative ad un criptoportico di età romana.

## Scavi
Dal 1962 al 1971 furono condotti, in accordo tra la Sovrintendenza per l'Etruria Meridionale e la Società Autostrade S.p.A., gli scavi integrali dell'ampio complesso, tagliato in due dalla rampa di accesso autostradale. In seguito, fino agli anni '90, si è provveduto alla sistemazione del sito, con il restauro delle strutture e dei pavimenti a mosaico, l'allestimento di un piccolo antiquarium e per ultimo l'installazione di coperture in legno a protezione degli ambienti della villa esposti agli agenti atmosferici.

## Storia

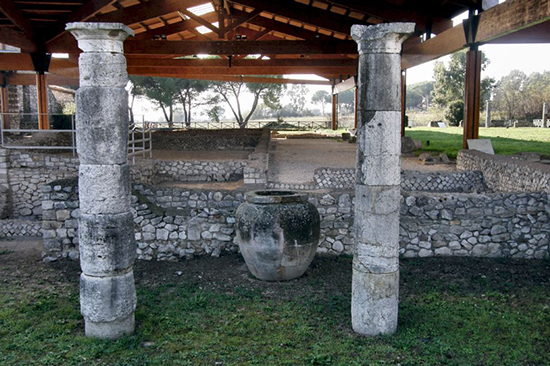
Peristilio della Villa dei Volusii

La villa rustica si inserisce perfettamente nel novero di quelle ville costruite in età repubblicana dalle famiglie senatorie a poca distanza da Roma, in un territorio fertile e molto conteso dal punto di vista del mercato immobiliare dell'epoca, essendo non solo una residenza di campagna ma anche sede di strutture produttive.
La villa fu edificata intorno alla metà del I sec. a.C. dalla famiglia senatoria dei Volusii Saturnini, probabilmente su una struttura preesistente appartenuta alla famiglia degli Egnatii, oppositori di Augusto ai quali fece sequestrare i beni dopo la loro morte. Da Quinto Volusio, personaggio noto a Cicerone, la villa passò al figlio Lucio Volusio Saturnino, console nel 12 a.C., che ampliò la costruzione, adattandola allo stile delle ville ellenistiche, in voga nell'età augustea, dotandola di impianti residenziali e termali, arricchendola con nuove decorazioni a mosaico e ampliando il settore signorile con l'edificazione di un gigantesco peristilio con all'interno il lararium con le statue degli antenati della famiglia.
Alla morte dell'ultimo discendente della famiglia dei Volusii, Quinto Volusio Saturnino che fu console nel 56 d.C., la villa probabilmente fu acquisita dal demanio imperiale. Il complesso fu ulteriormente ampliato in età adrianea-traianea, subì restauri tra il III e il IV secolo d.C. e fu frequentata fino al V secolo d.C. quando nella parte residenziale fu impiantato un piccolo cimitero.
A partire dall'alto medioevo, vi fu prima realizzato un edificio religioso e poi un piccolo centro fortificato con torri ed, infine, un casale rustico riportato nelle mappe della zona del XVI secolo.

## Descrizione
La villa, costruita su un terrapieno che offre una vista panoramica sulla bassa valle del Tevere, si estendeva su due livelli con quello superiore che ospitava la residenza signorile dotata di un atrio polistilo, stanze sul lato sinistro, cubicoli e triclinio su quello destro, tablino sul fondo, mentre sul fianco destro del quartiere signorile sorgeva il peristilio nord con il lararium e ambienti realizzati in epoca imperiale, con funzionalità residenziali.
Il peristilio sud, invece, ospitava ambienti produttivi, come ad esempio un frantoio, una cisterna e, forse, dei ninfei.

## Sito archeologico
Il sito archeologico della Villa dei Volusii è accessibile attraverso quello di Lucus Feroniae tramite un ponte pedonale che permette ai visitatori di attraversare la strada provinciale 15/A Tiberina che separa i due siti.
Il sito è accessibile anche dall'Area di Servizio Feronia Ovest dell'Autostrada A1 (direzione Roma).
Il sito archeologico della Villa dei Volusii, così come Lucus Feroniae, è stato inserito nel progetto del Museo Virtuale della Valle del Tevere. Questo progetto, realizzato dal CNR, mirava a produrre un sistema integrato di conoscenza e valorizzazione culturale della media Valle del Tevere finalizzato alla promozione del territorio e la disseminazione culturale. In particolare, uno degli obiettivo del progetto è stato realizzare una ricostruzione in 3D degli ambienti della villa.
La gestione della villa è in concessione ad Autostrade per l'Italia. L'ingresso è gratuito.